# Gyula Rákosi
Gyula Rákosi (Budapeste, 9 de outubro de 1938) é um ex-futebolista e treinador húngaro, que atuava como defensor.

## Carreira
Gyula Rákosi fez parte do elenco da Seleção Húngara de Futebol, na Copa do Mundo de 1962.

## Ligações Externas
- Perfil em Fifa.com (em inglês)